# Magasin du port (île Royale)
Pour les articles homonymes, voir Magasin du port.
Le Magasin du port est un monument historique de Guyane appartenant à la ville de Cayenne, et situé sur l'île Royale.
Le site est inscrit monument historique par arrêté du 26 décembre 2000.